# Don Kirsch
Donald Kirsch (Portland, Oregon, 1920. szeptember 29. – Stanford, Kalifornia, 1970. május 7.) amerikai baseballedző.

## Fiatalkora
A portlandi Jefferson Középiskolában baseballozott és kosárlabdázott; háromszor vett részt a Portland Interscholastic League bajnokságán, és a liga egyik legjobb játékosa volt.
Érettségit követően az Oregoni Egyetemre járt, ahol részvételének köszönhetően viselhette az egyetem logójával ellátott ruházatát.

## Pályafutása
Miután edzője, Howard Hobson 1948-ban lemondott, utódja Kirsch lett, akinek 23 éve alatt soha nem volt vesztes szezonja. Pályafutása alatt a baseballcsapat ötször volt divízióbajnok és részt vett az 1954-es College World Seriesen.
Kirsch 1963-ban a VII-es divízió év edzője lett.

## Halála
1967-ben Parkinson-kórral diagnosztizálták; három évig még edző maradt, majd 1970-től a Stanford Egyetem kórházában kezelték. 1970. május 7-én egy második emeleti erkélyről a kórház udvarára zuhant, és a fejsérüléseibe később belehalt.

## Emlékezete
1972-től az American Baseball Coaches Association Hall of Fame, 1981-től az Oregon Sports Hall of Fame, 1993-tól a University of Oregon Sports Hall of Fame, 2005-től pedig a Portland Interscholastic League Sports Hall of Fame tagja.

## Fordítás
- Ez a szócikk részben vagy egészben  a   Don Kirsch című angol Wikipédia-szócikk ezen változatának fordításán alapul.  Az eredeti cikk szerkesztőit annak laptörténete sorolja fel. Ez a jelzés csupán a megfogalmazás eredetét és a szerzői jogokat jelzi, nem szolgál a cikkben szereplő információk forrásmegjelöléseként.